# Club Atlético Vélez Sarsfield
« Vélez Sarsfield » redirige ici. Pour les autres significations, voir Vélez Sarsfield (homonymie).
Maillots
Actualités
Le Club Atlético Vélez Sarsfield est un club omnisports argentin particulièrement connu pour son équipe de football, fondé le 1er janvier 1910 et basé à Buenos Aires.
Vélez Sarsfield est résident du stade José Amalfitani, dans le quartier Liniers, à l'ouest de la ville. Avec onze championnats d'Argentine et cinq titres internationaux (dont une coupe intercontinentale), le club est le plus titré du pays après les cinq grands du football argentin.
Le club doit son nom à une station de chemin de fer de la Buenos Aires Western Railway (renommée depuis Floresta) à proximité de laquelle il a été fondé. Cette station faisait référence à Dalmacio Vélez Sarsfield, homme politique auteur du Code civil argentin en 1869. Il intègre le championnat de l'Asociación Amateurs de Football en 1919, puis le championnat professionnel à sa création en 1931. Il n'en a été relégué qu'une fois, en 1940, avant de retrouver sa place dans l'élite en 1944. Il remporte son premier titre en 1968.
L'apogée du club s'étend de 1993 à 1998, au cours de laquelle il remporte quatre championnats d'Argentine et six titres internationaux, dont la Copa Libertadores et la coupe intercontinentale en 1994.
En 2012-2013, Vélez remporte avec le tournoi 1° División, un 10e titre national.
En 2024, Vélez remporte avec le tournoi 1° División, un 11e titre national.

## Historique

### Premières années

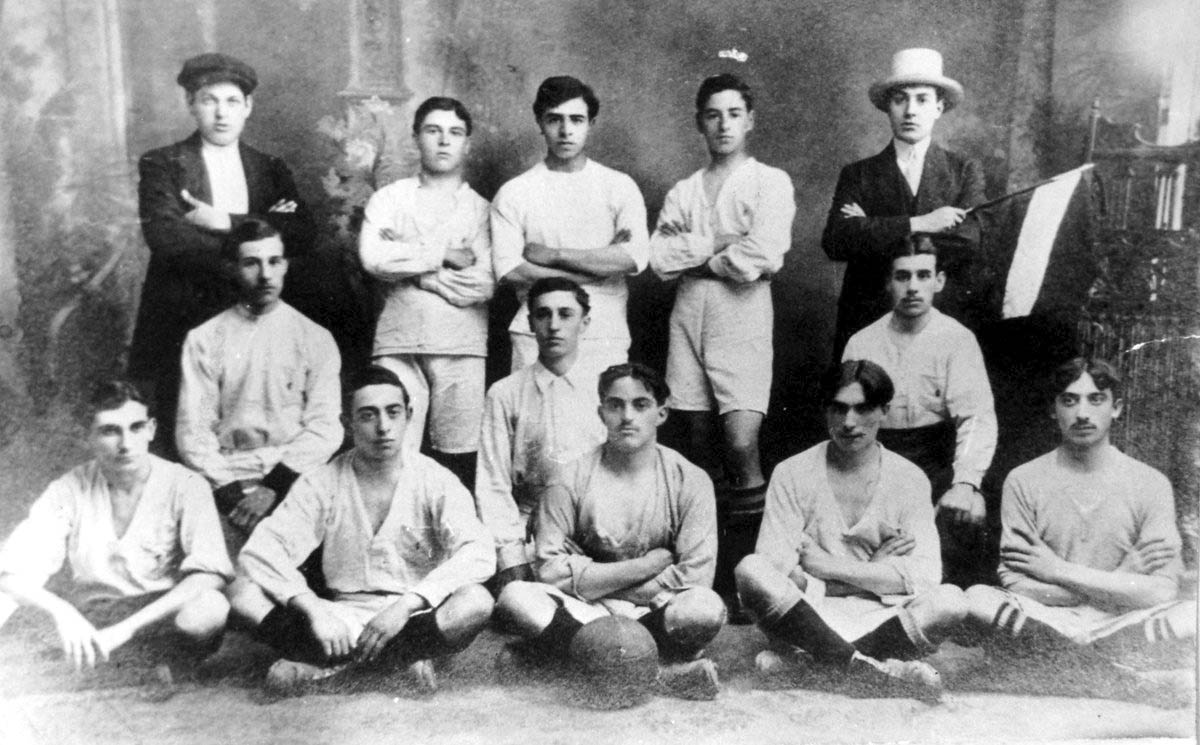
La première équipe de 1910

Le 1er janvier 1910, Julio Guglielmone, Martín Portillo et Nicolás Martín Moreno, qui se trouvent alors à la station de chemin de fer Vélez Sarsfield, prennent la décision de fonder un nouveau club de football afin d'intégrer le championnat local. Le Club Atlético Argentinos de Vélez Sarsfield était né, et son premier président, Luis Barredo, engagé. Résidente d'un terrain situé entre les rues des Provincias Unidas (devenue rue Juan Bautista Alberdi), Convención (rue José Bonifacio), Ensenada et Mariano Acosta, cette équipe joue d'abord tout en blanc car ce sont les maillots les moins chers et les plus faciles à se procurer, avant d'opter pour des maillots bleu marine et des shorts blancs.
En 1912, les dirigeants décident de déménager dans le quartier de Mataderos, puis dans celui de Villa Luro. En 1913, le nom du club est raccourci, par suppression de Argentinos. Le 14 mai 1914, du fait de l'afflux d'immigrés italiens au club, celui-ci opte pour les couleurs rouge, verte et blanche du drapeau italien.
À cette époque, le football argentin est encore amateur. Le club s'affilie successivement à différentes fédérations, et intègre notamment la première division lancée par l'Asociación Amateurs de Football à sa création en 1919. Vélez remporte son premier match officiel contre le Club Atlético Independiente (2-1) grâce à deux buts de Salvarredi et termine sa première saison à la deuxième place derrière le Racing.
| Équipe de 1919 | Équipe de 1919                                                                                |
| --- | --------------------------------------------------------------------------------------------- |
| Composition : - Acacio Caballero - Atilio Braneri - Atilio Barderacco - Miguel Fontana - José Luis Boffi - Julio Giachi - Juan Bru - Humberto Bassadone - Marcelino Martínez - Martín Salvarredi - Alberto Granara | Caballero Giachi Badaracco M. Fontana Brameri Salvarredi Martínez Bru Boffi Granara Bassadone |
| Caballero Giachi Badaracco M. Fontana Brameri Salvarredi Martínez Bru Boffi Granara Bassadone |                                                                                               |

En 1920, Salvador Carreras est le premier joueur du club à remporter le titre de meilleur buteur du championnat. L'année suivante, José Luis Boffi devient le premier joueur de Vélez sélectionné en équipe nationale (pour une victoire de l'Argentine sur le Chili, 4-1).

### Les années Amalfitani
Le 13 mars 1923, José Amalfitani devient pour la première fois président du club : il fait acheter un terrain à Villa Luro afin de construire un stade pour le club, qui est inauguré le 16 mars 1924 lors d'une rencontre face à River Plate (2-2). Le 7 décembre 1928, le club joue le premier match en nocturne de l'histoire du football argentin. Cet événement sera commémoré 41 ans plus tard, quelques mois après la disparition de leur mythique président par une rencontre amicale contre le Santos FC et ce sera aussi l'occasion d'inaugurer son niveau système d'éclairage, le plus performant du continent. En 1928, Vélez est le premier club argentin à engager un entraîneur, Luis Martín Castellano, qui restera en poste jusqu'en 1936.
En 1930-1931, Vélez part en tournée à travers le continent américain : l'équipe dispute 25 matchs et en remporte 20.

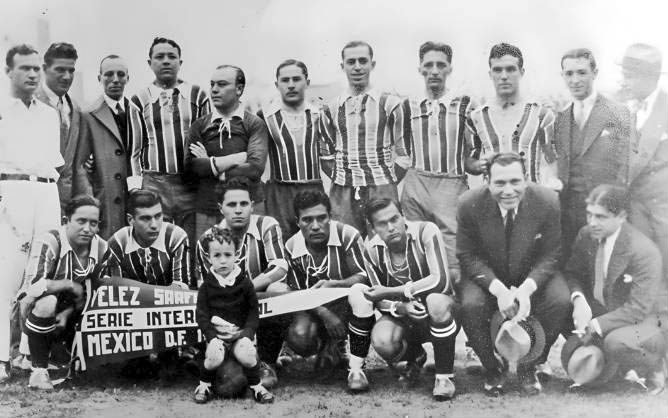
La tournée américaine (1930-1931)

En 1931, Vélez intègre le tout nouveau championnat professionnel argentin. Son premier match est perdu sur le terrain de Platense (1-0). Deux ans plus tard, les dirigeants changent de nouveau les couleurs du club. L'histoire dit qu'ils profitent d'une offre de leur fournisseur et optent ainsi pour le maillot actuel du club (maillot blanc à scapulaire bleu), aux dépens des couleurs rouges, vertes et blanches utilisées jusque-là. En effet, le maillot avait été conçu au départ pour une équipe de rugby ne l'ayant jamais réclamé. D'autre part, les relations commerciales avec l'Italie n'étaient plus de mise.
Vélez est alors connue comme une équipe difficile à jouer sur son terrain mais qui connaît des difficultés à l'extérieur, ce qui l'empêche de se battre pour le titre. En référence à cette habilité à domicile, apparaît dans la presse dès 1932 l'expression qui va devenir le surnom du club : El Fortin. Dans le stade de Villa Luro, Vélez reste notamment invaincu pendant 24 matchs entre 1934 et 1935 (le record sera battu dans le nouveau stade de Liniers, avec 28 matchs sans défaite entre 1967 et 1969).

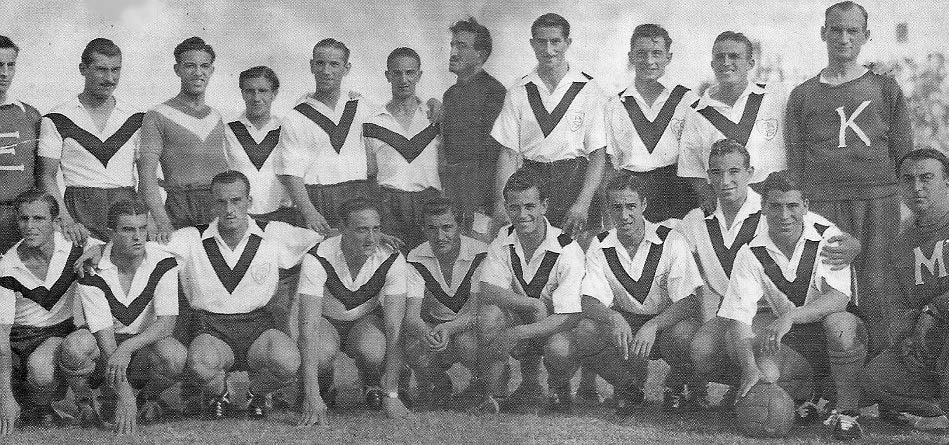
L'équipe de 1943, championne de deuxième division qui permet la remontée dans l'élite

Pourtant en 1940, le club termine à la 17e place, un point derrière le Club Atletico Atlanta, vainqueur inattendu et suspect du CA Independiente (6-4), ce qui le condamne à la relégation en deuxième division. Le club se trouve alors dans une crise profonde, ce qui provoque le retour du président José Amalfitani (qui avait quitté son poste en 1925). Celui-ci hypothèque même sa propre maison pour combler les dettes. En 1943, Vélez remporte le championnat de deuxième division et retrouve finalement l'élite.
En 1947, le club lance la construction d'un nouveau stade dans le quartier de Liniers, inauguré en 1951. Le club, qui compte alors comme joueur emblématique le gardien de but international Miguel Angel Rugilo (es) (sélectionné notamment pour un match amical disputé par l'Argentine à Wembley face à l'Angleterre), réalise des parcours solides en championnat et s'ancre solidement en première division. En 1953, Vélez termine à la seconde place du championnat, quatre points derrière River Plate, tenant du titre.

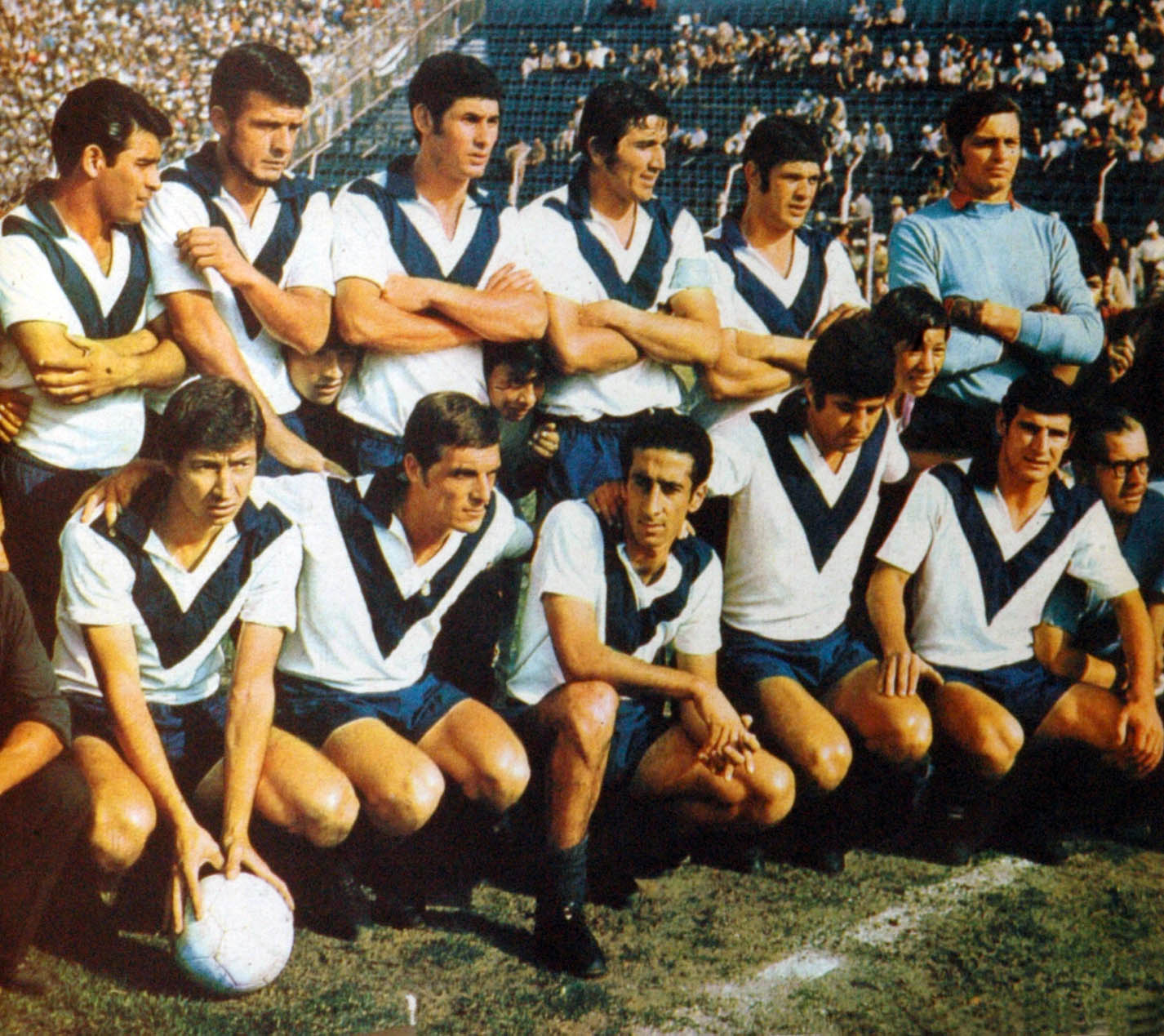
Velez pour son premier titre en 1968

Dans les années 1960, le club grandit et l'équipe termine régulièrement dans les premières places du championnat argentin. Cinquième en 1966, troisième en 1967, Vélez décroche finalement son premier titre national en 1968. Premier du championnat Nacional à la différence de buts mais à égalité de points (22) avec River Plate et le Racing, Vélez remporte le tournoi triangulaire organisé pour désigner le champion, grâce notamment Omar Wehbe, meilleur buteur du championnat avec seize réalisations en dix-sept matchs.
Le club argentin décline pourtant pour des raisons économiques sa première partition à la Copa Libertadores 1969 (finalement remportée par les Argentins d'Estudiantes de La Plata, tenants du titre), et en profite pour organiser des tournées amicales, et notamment jouer un match amical contre le Santos de Pelé. Lors du championnat 1969, Vélez termine à la troisième place. Sur ces bons résultats, José Amalfitani quitte définitivement la présidence du club, après trente ans de responsabilité ; le stade est renommé en son honneur.
| Vice-champions de 1953 | Vice-champions de 1953                                                        |
| --- | ----------------------------------------------------------------------------- |
| Composition : - Nicolás Adamo - Oscar Antonio Huss - Ángel Allegri - Armando Ovide - Jorge Ruiz - Rafael García Fierro - Norberto Conde - Ernesto Sansone - Juan José Ferraro - Osvaldo Zubeldía (es) - Juan Carlos Mendiburu (es) - DT : Victorio Spinetto | Adamo García Allegri Ovide Huss Zubeldía Ferraro Conde Ruiz Mendiburu Sansone |
| Adamo García Allegri Ovide Huss Zubeldía Ferraro Conde Ruiz Mendiburu Sansone |                                                                               |

| Adamo García Allegri Ovide Huss Zubeldía Ferraro Conde Ruiz Mendiburu Sansone |

| Champions d'Argentine de 1968 | Champions d'Argentine de 1968                                                                 |
| --- | --------------------------------------------------------------------------------------------- |
| Composition : - Miguel Marín (es) - Luis Gallo - Iselín Santos Ovejero (es) - Luis Atela - Eduardo Zóttola - Alberto Ríos - Roberto Moreyra - José Solórzano - Daniel Willington (es) - José Luis Luna - Omar Wehbe - Carlos Bianchi - Mario Nogara - DT: Manuel Giúdice | Marín Zóttola Atela Gallo Ovejero Rios/Moreyra Willington Wehbe Solórzano Bianchi/Nogara Luna |
| Marín Zóttola Atela Gallo Ovejero Rios/Moreyra Willington Wehbe Solórzano Bianchi/Nogara Luna |                                                                                               |

| Marín Zóttola Atela Gallo Ovejero Rios/Moreyra Willington Wehbe Solórzano Bianchi/Nogara Luna |

### Les infructueuses années 1970 et 1980

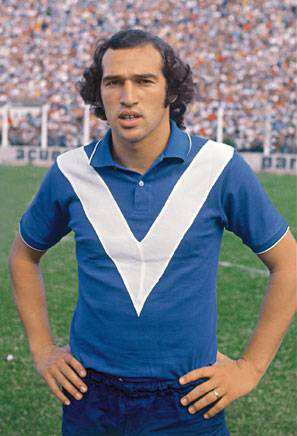
Carlos Bianchi, meilleur buteur du club

Sur la lancée de son premier titre, Vélez Sársfield se bat en tête du championnat au début de la décennie : troisième de son groupe de championnat Nacional en 1970, le club perd inexplicablement le championnat Metropolitano 1971 alors qu'il compte trois points d'avance sur Independiente à deux journées de la fin... Carlos Bianchi est le meilleur buteur de ces deux championnats, cumulant 54 buts en 56 journées.
En 1972 et 1973, Vélez termine à la troisième place de son groupe de Nacional, ce qui ne lui permet pas de se qualifier pour les demi-finales du championnat. En 1974, le club termine à la troisième place du championnat final de Nacional... Vélez multiplie ainsi les places d'honneur, sans parvenir à remporter un nouveau titre ni à se qualifier pour la Copa Libertadores.
En 1979, Vélez perd la finale du championnat Metropolitano face à River Plate, mais remporte en fin de saison un duel qualificatif pour la Copa Libertadores face à Unión de Santa Fe, finaliste du championnat Nacional. Après avoir pris le dessus sur River Plate et les Chiliens du Sporting Cristal et de l'Atlético Chalaco, el Fortin est finalement éliminé par le Sport Club Internacional et América Cali en demi-finale de la Copa Libertadores 1980.
Malgré le retour de Bianchi en 1980, meilleur buteur du championnat Nacional en 1981, les années 1980 ressemblent à la décennie précédente, avec une succession de places d'honneur, sans nouveau titre. Lors du Nacional 1985, Vélez élimine Boca Juniors, Newell's Old Boys et River Plate avant de s'incliner lors d'une première finale face à Argentinos Juniors aux tirs au but (2-0, 0-2 (4-2))... ce qui lui donne droit de disputer la finale du tournoi de repêchage, remportée face à River Plate (2-1). À ce titre, Vélez affronte de nouveau Argentinos Juniors pour une nouvelle finale du championnat. Battu cette fois aux tirs au but (1-1 (4-3)), Argentinos Juniors bénéficie à son tour d'un repêchage, qui conduit à l'organisation d'une troisième finale... remportée par Argentinos Juniors (2-1), qui gagne ainsi officiellement le championnat.
Après un certain creux dans la deuxième moitié des années 1980, le renfort de joueurs prestigieux comme Ubaldo Fillol ou encore Esteban Fernando González, meilleur buteur du championnat en 1990-1991, permet à Vélez de retrouver sa place parmi les meilleures équipes d'Argentine. Second du championnat de Clôture 1992, Vélez se qualifie pour la première édition de la Coupe CONMEBOL.

### L'âge d'or
Après 25 ans sans succès, les dirigeants de Vélez font appel en décembre 1992 à Carlos Bianchi, ancien attaquant du club (et du Paris Saint-Germain) et champion d'Argentine en 1968, qui n'a pourtant que deux expériences mitigées d'entraîneur en France (à Reims, en deuxième division, et à Nice). Sous sa direction, Vélez Sársfield va devenir l'une des meilleures équipes du monde, remportant les plus grands trophées en quelques années.
La première compétition de l'équipe de Bianchi est le Tournoi de clôture du championnat d'Argentine de football 1993. Le 8 juin 1993, Vélez remporte officiellement le titre après un match nul face à Estudiantes de La Plata (1-1), qui voit le gardien de but José Luis Chilavert marquer le premier de ses nombreux buts pour le club. À la fin du tournoi, El Fortin compte 10 victoires et 7 nuls en 19 matchs.

À l'automne 1993, El Fortin termine à la deuxième place du tournoi d'ouverture du championnat 1993-1994, un point derrière River Plate. Qualifiés pour la Copa Libertadores 1994, Vélez prend le dessus sur Boca Juniors et les Brésiliens de Cruzeiro et Palmeiras en phase de groupe. Qualifiés pour le tournoi final de l'été 1994, les Argentins atteignent la finale en éliminant les Uruguayens de Defensor Sporting Club aux tirs au but (1-1, 0-0), les Vénézuéliens de Minervén FC (0-0, 2-0) puis les Colombiens de Junior aux tirs au but (2-1, 1-2). Opposés aux Brésiliens du São Paulo Futebol Clube, ils l'emportent 1-0 à domicile mais s'inclinent sur le même score au Brésil, ce qui obligent les deux équipes à se départager lors d'une nouvelle séance de tirs au but, au cours de laquelle le gardien de but Chilavert, spécialiste de cet exercice, arrête un tir adversaire avant de marquer le sien.
Champions d'Amérique du Sud, les joueurs de Buenos Aires, où Roberto Pompei compense le départ de Walter Pico (es), sont qualifiés pour la Coupe intercontinentale la même année. Le 1er décembre 1994, ils affrontent à Tokyo les Italiens du Milan AC, vainqueurs de la Ligue des champions de l'UEFA 1993-1994. Vélez Sarsfield l'emporte 2-0, grâce à des buts de Roberto Trotta (sur pénalty) et Omar Asad. Ce succès fait officiellement de Vélez le meilleur club du monde.
| Équipe-type 1993-94 | Équipe-type 1993-94                                                                                     |
| --- | --- |
| Composition : - José Luis Chilavert - Héctor Almandoz - Flavio Zandoná - Roberto Trotta - Victor Hugo Sotomayor - Raúl Cardozo - José Horacio Basualdo (es) - Marcelo Gómez - Christian Bassedas - Roberto Pompei - José Oscar Flores - Omar Asad - Esteban Fernando González - DT : Carlos Bianchi | Chilavert Cardozo Sotomayor Almandoz/Zandona Trotta Bassedas Pompei Flores/González Gómez Asad Basualdo |
| Chilavert Cardozo Sotomayor Almandoz/Zandona Trotta Bassedas Pompei Flores/González Gómez Asad Basualdo | |

Troisième de chacune des deux phases du championnat 1994-1995, Vélez, renforcé par l'éclosion des jeunes Mauricio Pellegrino, Patricio Camps (en), Martín Posse, Fernando Pandolfi (en) ainsi que les frères Claudio Husaín et Darío Husaín (en), remporte les deux phases du championnat la saison suivante. En parallèle, l'équipe remporte début 1996 l'édition 1994 de la Copa Interamericana face aux Porto-ricains du CS Cartagines. Sur ces succès, Bianchi cède son poste à l'été 1996 à Osvaldo Piazza (ancien défenseur de l'AS Saint-Étienne dans les années 1970), arrivé au club un an plus tôt.
Piazza remporte rapidement deux nouveaux titres continentaux : la Supercopa Libertadores à l'automne 1996, qui voit le club éliminer Gremio Porto Alegre (3-3, 1-0), Club Olimpia (3-0 et 1-0), Santos (2-1 and 1-1) et en finale les Brésiliens de Cruzeiro (1-0 et 2-0) ; et la Recopa Sudamericana 1996, remportée en avril 1997 face à CA River Plate aux tirs au but (1-1). Alors que le club connaît des difficultés en championnat, Piazza est remplacé à l'été 1997 par Marcelo Bielsa. Quatrième lors du tournoi d'ouverture du championnat 1997-1998, Vélez Sársfield remporte finalement un cinquième titre de champion lors du tournoi de clôture.
Ce succès et le départ de Bielsa pendant l'été signent la fin de l'âge d'or du club, qui a remporté en quelques années tous les titres qu'il était susceptible de conquérir. Vélez est éliminé par River Plate en quart de finale de la Copa Libertadores 1999 tandis qu'il est relégué en milieu de tableau en championnat.

### Un club argentin important

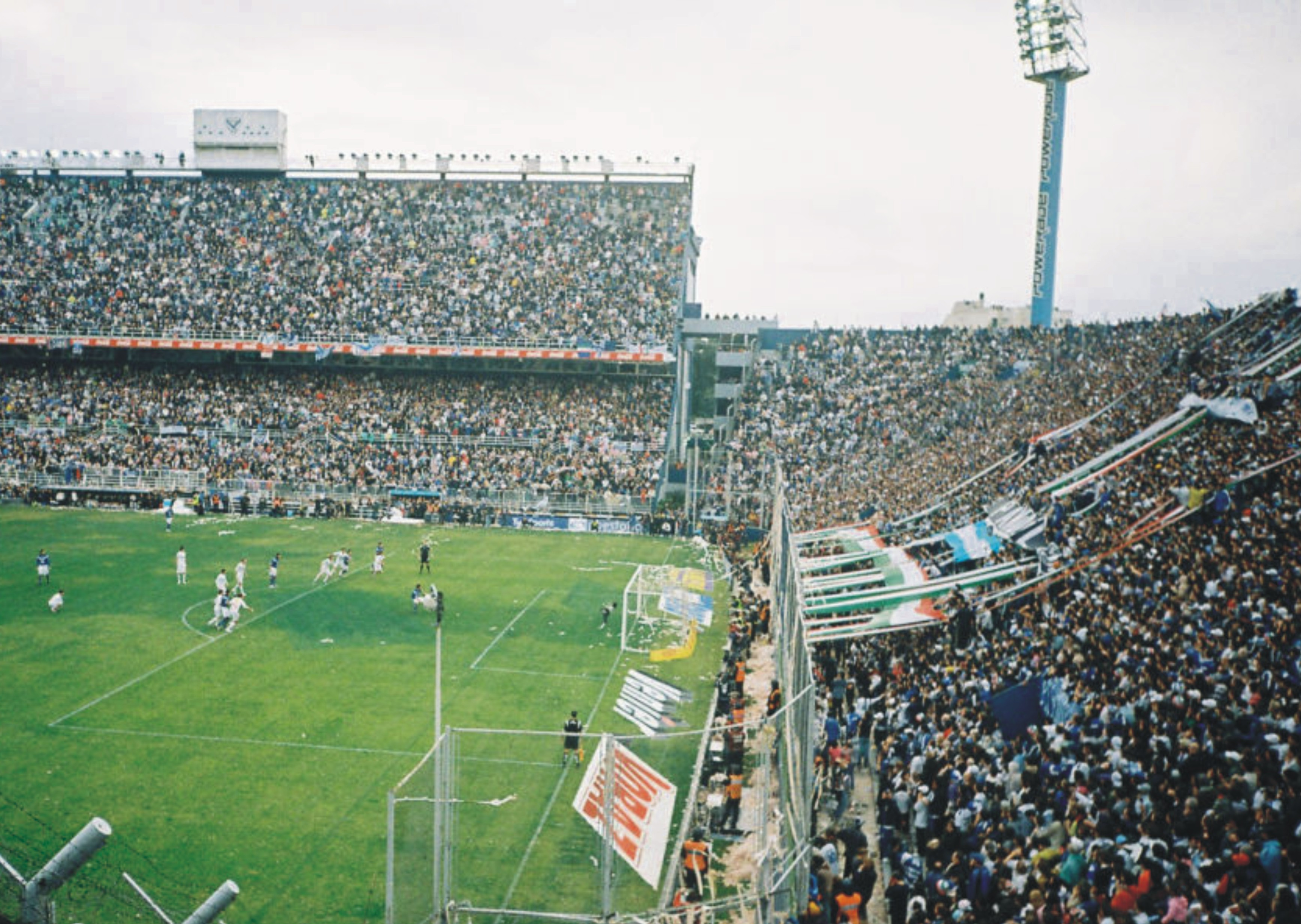
Match décisif entre Vélez et Huracan en 2009

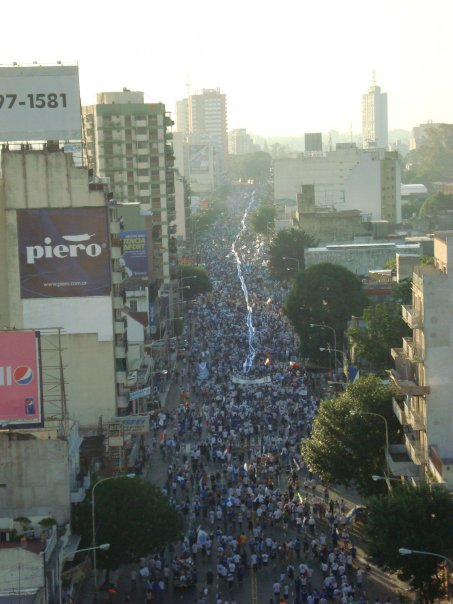
Manifestation pour le centenaire de Vélez

Le passage de l'an 2000 voit Vélez Sársfield obtenir des résultats moins brillants, que ce soit en championnat ou en Copa Libertadores, pour laquelle il est qualifié en 2001 et 2002 grâce à ses bons résultats des années précédentes. Lors du tournoi de clôture du championnat 2002-2003, l'équipe se bat longtemps en tête avant de décliner et d'être dépassée par River et Boca, mais la saison suivante est décevante.
Pour autant, le club construit une nouvelle équipe rajeunie, bâtie essentiellement avec des joueurs issus de son centre de formation. Après avoir terminé deuxième du tournoi d'ouverture en 2004, Vélez remporte finalement un nouveau titre lors du tournoi de clôture 2005. Le match du titre, une victoire 3-0 sur Estudiantes de La Plata se joue devant 50 000 spectateurs.
Après plusieurs années décevantes, Vélez remporte un septième titre national inattendu lors du tournoi de clôture du championnat 2008-2009, qui le voit battre son dauphin Huracán (1-0), à égalité de points avant la dernière journée, devant 48 000 spectateurs.
| Champions de 2005 | Champions de 2005                                                                                   |
| --- | --------------------------------------------------------------------------------------------------- |
| Composition : - Gastón Sessa (es) - Fabián Cubero (es) - Fabricio Fuentes - Maximiliano Pellegrino (es) - Ariel Broggi (es) - Marcelo Bustamante (es) - Jonás Gutiérrez - Leandro Somoza - Marcelo Bravo (es) - Leandro Gracián - Lucas Castromán - Rolando Zárate - DT : Miguel Ángel Russo | Sessa Broggi/Bustamante Pellegrino Cubero Fuentes Bravo Gracián Castromán Somoza R.Zárate Gutiérrez |
| Sessa Broggi/Bustamante Pellegrino Cubero Fuentes Bravo Gracián Castromán Somoza R.Zárate Gutiérrez | |

| Sessa Broggi/Bustamante Pellegrino Cubero Fuentes Bravo Gracián Castromán Somoza R.Zárate Gutiérrez |

| Champions de 2009 | Champions de 2009                                                                            |
| --- | -------------------------------------------------------------------------------------------- |
| Composition : - Germán Montoya (es) - Gastón Díaz (es) - Sebastián Domínguez (es) - Nicolás Otamendi - Emiliano Papa - Fabián Cubero (es) - Franco Razzotti (es) - Victor Zapata (es) - Maximiliano Moralez - Joaquín Larrivey - Jonathan Cristaldo - Hernán Rodrigo López - DT : Ricardo Gareca | Montoya Papa Otamendi Diaz Dominguez Zapata Moralez Cristaldo/Larrivey Razzotti López Cubero |
| Montoya Papa Otamendi Diaz Dominguez Zapata Moralez Cristaldo/Larrivey Razzotti López Cubero |                                                                                              |

| Montoya Papa Otamendi Diaz Dominguez Zapata Moralez Cristaldo/Larrivey Razzotti López Cubero |

Le 1er janvier 2010, le club fête son centenaire. 60 000 supporters prennent part à une marche du quartier de Floresta jusqu'à l'estadio José Amalfitani, dans le quartier de Liniers.
Lors de l'avant-dernière journée du tournoi de clôture 2011, Vélez profite de la défaite de son dauphin Lanús, pour décrocher un huitième titre. En 2012, Vélez remporte avec le tournoi Inicial, un neuvième titre national. En 2012-2013, Vélez remporte avec le tournoi 1° División, un dixième titre national.

## Palmarès
| Compétitions internationales | Compétitions nationales |
| - Coupe intercontinentale (1) : - Vainqueur : 1994. - Copa Libertadores (1) : - Vainqueur : 1994. - Recopa Sudamericana (1) : - Vainqueur : 1997. - Finaliste : 1995. - Supercopa Sudamericana (1) : - Vainqueur : 1996. - Copa Interamericana (1) : - Vainqueur : 1996. | - Championnat d'Argentine (11) : - Champion : Nac. 1968, Clo. 1993, Ouv. 1995, Clo. 1996, Clo. 1998, Clo. 2005, Clo. 2009, Clo. 2011, Ini. 2012, 2012-13, 2024 - Coupe d'Argentine : - Finaliste : 2024 - Coupe de la Ligue professionnelle argentine : - Finaliste : 2024 - Supercoupe d'Argentine - Vainqueur : 2013. - Trophée des champions de la Ligue professionnelle argentine - Finaliste : 2024. - Championnat d'Argentine de deuxième division (1) : - Champion : 1943. |

### Stades

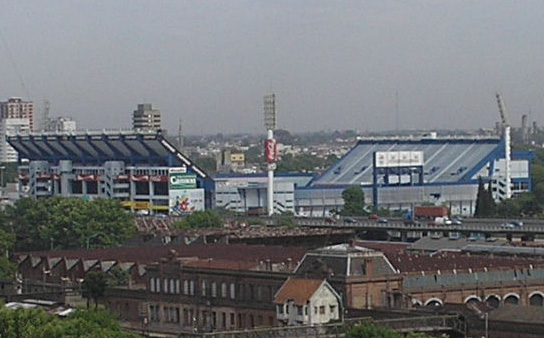
Estadio José Amalfitani

## Personnages du club

### Présidents
| - 1910-1913 : Luis Barredo - 1913-1914 : Plácido Marín - 1914 : Roberto Piano - 1914-1917 : Eduardo Ferro - 1917-1919 : Antonio Marín Moreno - 1919 : Eduardo Ferro - 1920-1921 : Antonio Marín Moreno - 1921-1923 : Esteban Aversano - 1923-1925 : José Amalfitani - 1925-1932 : Enrique D'Elías | - 1932-1935 : Nicolás Marín Moreno - 1936-1937 : Juan C. Sustaita - 1937 : Narciso Barrio - 1938-1939 : Nicolás Marín Moreno - 1937-1938 : Inocencio Bienati - 1940-1941 : Roberto L. Orstein - 1941-1969 : José Amalfitani - 1969 : Leonardo Pareja - 1969-1970 : Domingo M. Trimarco - 1970-1976 : José R. Feijóo | - 1976-1979 : Osvaldo Guerrero - 1979-1985 : Ricardo Petracca - 1985-1991 : Francisco Antonio Pérez - 1991-1993 : Ricardo Petracca - 1993-1996 : Héctor Gaudio - 1996-1999 : Raúl Gámez - 1999-2002 : Carlos E. Mousseaud - 2002-2005 : Raúl Gámez - 2005-2008 : Álvaro Balestrini - 2008-2011 : Fernando Raffaini |

### Entraîneurs[16]
- jan. 1968-déc. 1968 :  Manuel Giudice
- juil. 1974-mars 1975 :  Pedro Dellacha
- jan. 1976-juin 1976 :  Juan Urriolabeita
- juil. 1978-déc. 1978 :  Miguel Ignomiriello
- mars 1979-avr. 1979 :   Antonio D'Accorso
- jan. 1980-déc. 1980 :  Jorge Solari
- juil. 1984-juin 1985 :  Alfio Basile
- jan. 1986-juin 1986 :   Pedro Marchetta
- juil. 1986-juin 1987 :  José Yudica
- juil. 1989-déc. 1990 :  Alfio Basile
- mai 1991-août 1991 :  Héctor Veira
- jan. 1992-nov. 1992 :  Eduardo Manera
- nov. 1992-déc. 1992 :   Roberto Mariani
- jan. 1993-juin 1996 :  Carlos Bianchi
- juil. 1996-août 1997 :  Oswaldo Piazza
- août 1997-juin 1998 :  Marcelo Bielsa
- juil. 1998-nov. 1998 :   Eduardo Solari
- nov. 1998-déc. 1998 :  Julio César Falcioni
- jan. 1999-juin 1999 :  Eduardo Manera
- juil. 1999-sep. 2000 :  Julio César Falcioni
- sep. 2000 :   Salvador Calvanese
- sep. 2000-avr. 2001 :  Óscar Tabárez
- avr. 2001-août 2001 :   Carlos Compagnucci
- sep. 2001-avr. 2002 :  Edgardo Bauza
- mai 2002-juin 2004 :  Carlos Ischia
- juil. 2004-déc. 2004 :   Alberto Fanesi
- jan. 2005-déc. 2006 :  Miguel Ángel Russo
- jan. 2007-nov. 2007 :  Ricardo La Volpe
- nov. 2007-déc. 2007 :   pedro Larraquy
- jan. 2008-déc. 2008 :   Hugo Tocalli
- 2009-déc. 2013 :  Ricardo Gareca
- jan. 2014-déc. 2014 :  José Oscar Flores
- jan. 2015-déc. 2015 :  Miguel Ángel Russo
- jan. 2016-sep. 2016 :  Christian Bassedas
- oct. 2016-nov. 2017 :  Omar De Felippe
- nov. 2017-déc. 2017 :  Marcelo Gómez
- jan. 2018-mars 2020 :  Gabriel Heinze
- mars 2020-avr. 2020 :  Guillermo Morigi
- avr. 2020-mars 2022 :  Mauricio Pellegrino
- mars 2022-mai 2022 :   Julio Vaccari
- mai 2022-fév. 2023 :  Alexander Medina
- fév. 2023-mars 2023 :  Marcelo Bravo
- mars 2023-juin 2023 :  Ricardo Gareca
- juin 2023 :  Marcelo Bravo
- juin 2023-déc. 2023 :   Sébastian Mendez
- jan. 2024-déc. 2024 :   Gustavo Quinteros
- jan. 2025-mars 2025 :   Sébastian Dominguez
- mars 2025 :  Marcelo Bravo
- depuis mars 2025 :  Guillermo Barros Schelotto

### Joueurs

#### Records
| #  | Joueur              | Nat.      | Matchs |
| -- | ------------------- | --------- | ------ |
| 1  | Pedro Larraquy (es) | Argentine | 455    |
| 2  | Ángel Allegri       | Argentine | 384    |
| 3  | Raúl Cardozo        | Argentine | 353    |
| 4  | Carlos Bianchi      | Argentine | 324    |
| 5  | Luis Gallo          | Argentine | 317    |
| 6  | Armando Ovide       | Argentine | 310    |
| 7  | Fabián Cubero (es)  | Argentine | 298    |
| 8  | Juan Carlos Bujedo  | Argentine | 288    |
| 9  | Mario Lucca         | Argentine | 281    |
| 10 | José Luis Chilavert | Paraguay  | 270    |

| #  | Joueur                 | Nat.      | Buts |
| -- | ---------------------- | --------- | ---- |
| 1  | Carlos Bianchi         | Argentine | 206  |
| 2  | Juan José Ferraro      | Argentine | 111  |
| 3  | Norberto Conde         | Argentine | 108  |
| 4  | Agustín Cosso          | Argentine | 95   |
| 5  | Pedro Larraquy (es)    | Argentine | 82   |
| 6  | Juan Carlos Carone     | Argentine | 76   |
| 7  | Miguel Ángel Benito    | Argentine | 74   |
| 8  | Patricio Camps (es)    | Argentine | 70   |
| 9  | Daniel Willington (es) | Argentine | 65   |
| 10 | Omar Pedro Roldán      | Argentine | 60   |

#### Joueurs emblématiques
Les joueurs suivants sont considérés comme emblématiques dans l'histoire de Vélez Sársfield car ils remplissent au moins un des critères suivants :
- avoir joué au moins cent matchs pour le club
- avoir été distingué par une récompense individuelle
- avoir été sélectionné dans leur carrière à au moins vingt reprises en équipe nationale
- avoir disputé dans leur carrière une coupe du monde

##### Années 1930 - années 1980
| - Victorio Spinetto (1932–37, 1939–40) - Carmelo Simeone (1955–61) - Jorge Solari (1962–63) - Rogelio Domínguez (1964–65) | - Vladislao Cap (1966) - Carlos Bianchi (1967–73, 1980–84) - Ermindo Onega (1972) - Carlos Squeo (1973) - Julio César Falcioni (1976–80, 1991) - Jorge Bartero (1977–85, 1986–89) - Carlos Ischia (1979–84) - Osvaldo Piazza (1979–82) |

##### Années 1980 - années 1990
| - Omar Larrosa (1980) - Norberto Alonso (1981–83) - Jorge Comas (1981–85) - Nery Pumpido (1981–83) - Carlos Trucco (1981–84) - José Luis Cuciuffo (1982–87) - Daniel Killer (1982–83) - Vicente Pernía (1982) | - Raúl Cardozo (1986–99) - Jorge Amado Nunes (1987–88) - Diego Simeone (1987–90) - Sergio Zárate (1987–90, 1999–00) - Leonardo Rodríguez (1988–89) - Ubaldo Fillol (1989–91) - Ricardo Gareca (1989–92) - Alejandro Mancuso (1989–93) |

##### Années 1990 - années 2000
| - Christian Bassedas (1990–00) - José Oscar Flores (1990–96) - Marcelo Gómez (1990–98) - Esteban González (1990–94) - Mauricio Pellegrino (1990–98, 1999) - Oscar Ruggeri (1990–92) - José Luis Chilavert (1991–00, 2003–04) - Omar Asad (1992–00) - Martín Posse (1992–99) - Víctor Sotomayor (1992–99) - Roberto Trotta (1992–96) | - José Basualdo (1993–95, 2001–02) - Claudio Husaín (1993–00) - Flavio Zandoná (1994–98, 1998–00) - Pablo Cavallero (1995–98) - Sergio Goycochea (1996–97) - Lucas Castromán (1997–01, 2004–07) - Rolando Zárate (1997–98, 1999–00, 2000–01, 2003–06, 2009–10) - César Augusto Ramírez (1999) |

##### Années 2000 - années 2010
| - Jairo Castillo (2000–01) - Nelson Tapia (2000–01) - Fabricio Fuentes (2001–03, 2004–05) - Leandro Somoza (2001–06, 2008–présent) - Leandro Gracián (2001–06) - Jonás Gutiérrez (2001–05) - Martín Hidalgo (2001–03) | - Mauro Zárate (2004–07) - Emiliano Papa (2006–07, 2008–présent) - Hernán Rodrigo López (2008–10) - Nicolás Otamendi (2008–2010) - Waldo Ponce (2008–09) |

### Effectif actuel
Au 17 septembre 2022
| N° | Nat.                   | Poste | Nom du joueur                            |
| -- | ---------------------- | ----- | ---------------------------------------- |
| 1  | Drapeau de l'Argentine | G     | Matías Borgogno                          |
| 2  | Drapeau de l'Uruguay   | D     | Diego Godín                              |
| 3  | Drapeau de l'Argentine | D     | Emanuel Insúa                            |
| 5  | Drapeau de l'Argentine | D     | Francisco Ortega                         |
| 6  | Drapeau de l'Uruguay   | D     | Matías de los Santos                     |
| 7  | Drapeau du Paraguay    | M     | José Florentín                           |
| 8  | Drapeau de l'Argentine | M     | Franco Díaz                              |
| 9  | Drapeau de l'Uruguay   | A     | Sebastián Sosa (en prêt de Boston River) |
| 10 | Drapeau de l'Argentine | M     | Luca Orellano                            |
| 11 | Drapeau de l'Argentine | A     | Lucas Janson                             |
| 12 | Drapeau de l'Argentine | A     | Lucas Pratto                             |
| 14 | Drapeau du Brésil      | A     | Lenny Lobato                             |
| 15 | Drapeau de l'Argentine | M     | Agustín Mulet                            |
| 16 | Drapeau de l'Argentine | M     | Máximo Perrone                           |
| 17 | Drapeau de l'Argentine | D     | Lautaro Gianetti                         |
| 18 | Drapeau de l'Argentine | A     | Julián Fernández                         |
| 19 | Drapeau des États-Unis | M     | Joel Soñora (en prêt de Banfield)        |

| No. | Nat.                   | Position | Nom du joueur                                 |
| --- | ---------------------- | -------- | --------------------------------------------- |
| 21  | Drapeau de l'Argentine | A        | Santi Castro                                  |
| 22  | Drapeau de la Bolivie  | G        | Carlos Lampe (en prêt d’Always Ready)         |
| 23  | Drapeau de l'Argentine | A        | Agustín Bouzat                                |
| 24  | Drapeau de l'Argentine | D        | Tomás Guidara                                 |
| 25  | Drapeau de l'Argentine | A        | Federico Versaci                              |
| 26  | Drapeau de l'Argentine | A        | Mateo Seoane                                  |
| 28  | Drapeau de l'Argentine | D        | Miguel Brizuela                               |
| 29  | Drapeau de l'Argentine | D        | Leonardo Jara                                 |
| 30  | Drapeau de l'Argentine | G        | Lucas Hoyos                                   |
| 31  | Drapeau de l'Argentine | D        | Valentín Gómez                                |
| 32  | Drapeau de l'Espagne   | A        | Mateo Pellegrino                              |
| 34  | Drapeau de l'Argentine | D        | Damián Fernández                              |
| 35  | Drapeau de l'Argentine | M        | Santiago Cáseres                              |
| 36  | Drapeau de l'Argentine | M        | Nicolás Garayalde                             |
| 39  | Drapeau de l'Argentine | A        | Abiel Osorio                                  |
| —   | Drapeau de l'Argentine | A        | Jonathan Menéndez (en prêt du Real Salt Lake) |

## Culture populaire

### Rivalités
Les supporters du Vélez Sarsfield connaissent d'intenses rivalités avec un grand nombre de fans d'autres clubs de la capitale argentine. Cependant, l'animosité est particulièrement forte envers Ferro Carril Oeste, autre club de l'ouest de la capitale. Au fil des années, Vélez a également construit une relation conflictuelle avec San Lorenzo et ces matchs sont parmi les plus bouillants du championnat argentin.